# プロスタノイド
プロスタノイド（Prostanoid）はエイコサノイドの一種であり、プロスタグランジン（炎症やアナフィラキシー反応のメディエーター）、トロンボキサン（血管収縮のメディエーター）、プロスタサイクリン（炎症の収束期に作用する）からなる。

## 生合成

アラキドン酸からのPGH_{2}の合成（シクロオキシゲナーゼ）

プロスタグランジンの生合成経路。PGH2(図中青色)を基点として様々なエイコサノイドが作られる。

シクロオキシゲナーゼ（COX）は、遊離した必須脂肪酸を2段階のプロセスでプロスタノイドに変換することを触媒する。第1段階では、2分子のO2が2つの過酸化物結合として付加され、脂肪酸鎖の中央付近に5員の炭素環が形成される。これにより、短命で不安定な中間体であるプロスタグランジンG（PGG）が形成される。過酸化物結合の1つが1つの酸素を脱離し、PGHを形成する。他の全てのプロスタノイドはPGH（PGH1、PGH2、PGH3）から生成される。 
アラキドン酸から合成されたPGH2は、
- PGE合成酵素（英語版）によりPGE2となる。（更にPGF2へと変換される。）
- PGD合成酵素（英語版）によりPGD2となる。
- プロスタサイクリン合成酵素（英語版）によりプロスタサイクリン（PGI2）となる。
- トロンボキサン合成酵素（英語版）によりトロンボキサンとなる。

3種類のプロスタノイドは、分子の中心に特徴的な環を持つ。また、その構造も異なっている。PGH（他の全ての化合物の元物質）は、2つの酸素原子（過酸化物）によって結合された5つの炭素環を持っている。プロスタサイクリンでは、この環はもう一つの酸素を含む環と結合している。トロンボキサンでは、この環は1つの酸素を含む六員環になる。
細菌やウイルスに感染した際のPGE2の産生は、インターロイキン-1等の特定のサイトカインによって刺激されると思われる。.

## 参考資料
1. ↑  
University of Kansas Medical Center (2004年). “Eicosanoids and Inflammation” (PDF). 2005年5月16日時点のオリジナルよりアーカイブ。2007年1月5日閲覧。